# Mansa Souleiman
Mansa Souleiman, mort en 1359 ou 1360, est un mansa de l'empire du Mali au milieu du XIVe siècle. Il est le frère de Mansa Musa et succède à son fils, Maghan vers 1341.
Durant son règne, il perpétue les relations diplomatiques avec le sultanat mérinide initiées par son frère. Ibn Battûta se rend à la cour de Souleiman en 1352. Son récit de voyage retranscrit dans le Tuhfat an-Nuzzar (en) fournit un récit de première main sur l'état de l'Empire du Mali à son apogée. Dans ce récit, il compare défavorablement Souleiman à son frère, le considérant trop avare.
Des conflits internes secouent la cour impériale. En 1352 ou 1353, Mansa Souleiman accuse sa principale épouse de conspirer pour le renverser. La mort de Mansa Souleiman vers 1359 ou 1360 plonge rapidement le pays dans la guerre civile. Kassa succède pour neuf mois à son père tandis que Mari Diata II conspire afin que sa maison dynastique reprenne le pouvoir.

## Biographie

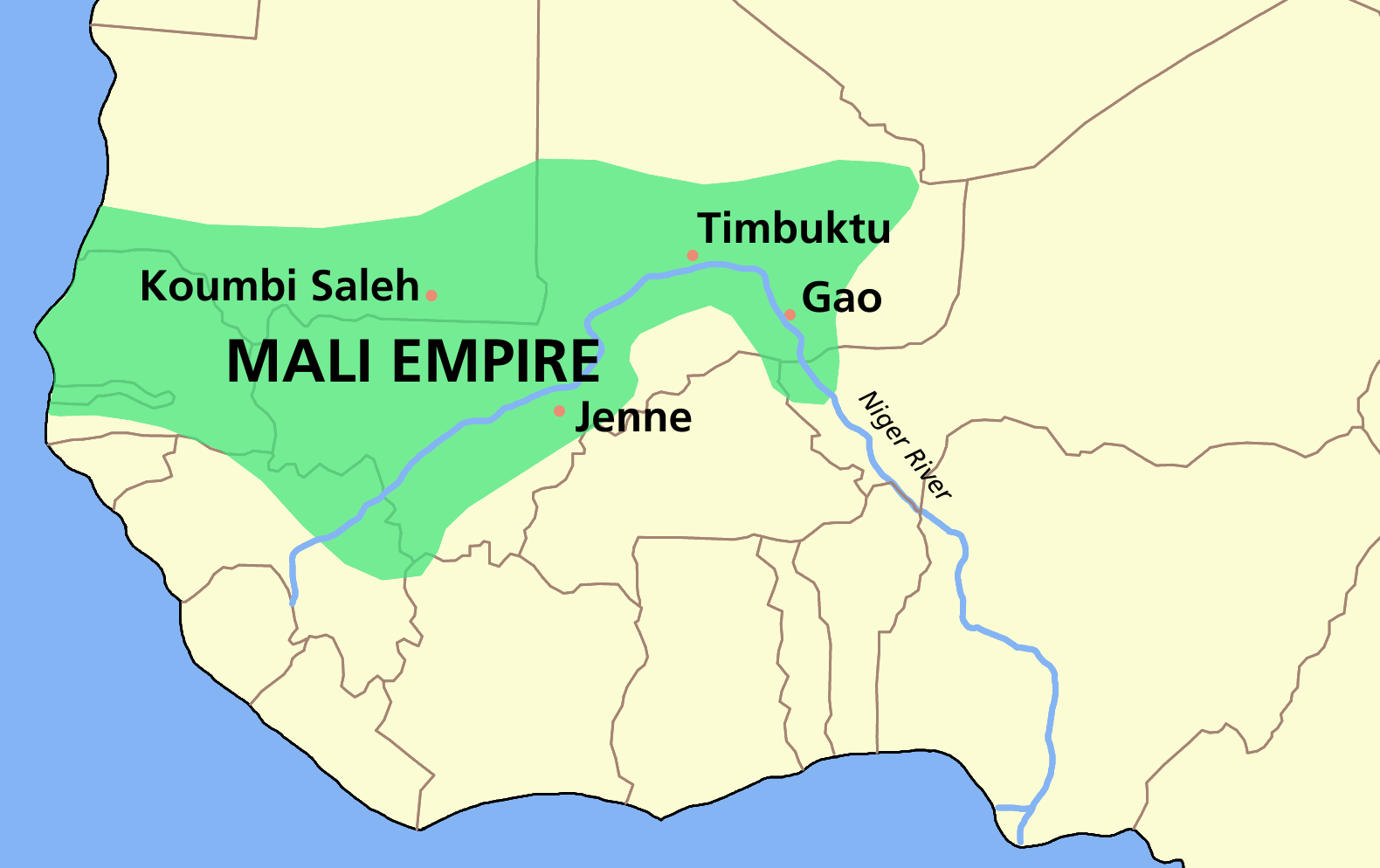
l’Empire du Mali à l’époque de Souleiman

Souleiman est le petit-fils d'Abou Bakr, que la tradition désigne comme le frère du fondateur de l'empire du Mali, Sunjata, mais que les révisions récentes identifient comme le fils de la fille de Soundiata . Après le règne d'Abou Bakr, Maghan lui succède pour quatre ans. Souleiman monte alors sur le trône. L'historien Nehemia Levtzion (en) suggère qu'il est désigné selon le principe d'aînesse au sein de la dynastie régnante dont le droit de succession avait été écarté à la faveur du fils de Mansa Moussa. Levtzion suggère en outre que Souleiman aurait pu déposer Magha, et que le fils de Magha, Mari Diata, aurait pu s'enfuir en exil.
L'épouse principale et co-dirigeante de Souleiman est sa cousine Kassa. Peu de temps après son accession au trône, Souleiman reçoit des cadeaux d'Abou al-Hasan, le sultan mérinide, qu'il avait envoyés en réponse à une délégation que Moussa lui avait envoyée après la conquête mérinide de Tlemcen en 1337. En 1348 ou 1349, après la conquête de l'Ifriqiya par les Mérinides, Souleiman envoie une autre délégation pour le féliciter. La peste noire qui éclate en Europe et en Afrique du Nord affecte peut-être la politique diplomatique qui suit, mais elle ne semble pas avoir atteint le Mali lui-même avant 1352-1353,.
Après la mort d'Abou al-Hasan en 1351, la cour de Souleiman organise une fête commémorative en son honneur en 1352, à laquelle assiste l'explorateur marocain Ibn Battuta, récemment arrivé au Mali,. Deux mois plus tard, pendant le Ramadan, Ibn Battuta se plaint à Souleiman de la modicité du cadeau de réception qu'il reçoit et Souleiman fait en sorte qu'Ibn Battuta ait un logement et un cadeau d'or. Pendant qu'Ibn Battuta est au Mali, Souleiman emprisonne sa principale épouse Kassa et la remplace par l'une de ses autres épouses, Banju qui n'est pas de sang royal. L'acte soulève des critiques au sein de la cour et Souleiman accusse Kassa de conspirer avec un membre exilé de la famille royale nommé Jatil, qui pourrait être un fils de Magha. Souleiman obtient la confession d'un des serviteurs de Kassa, et elle est condamnée à mort. Elle cherche alors refuge auprès du khatib. Son sort est indéterminé.
Alors que Souleiman prépare une nouvelle délégation diplomatique pour le sultanat mérinide. Son fils Kassa lui succède, cependant la guerre civile éclate et le fils de Magha, Mari Diata II le renverse. Il aurait probablement commencé à conspiré contre Souleiman à la fin de son règne entre 1352 et1353,.

### Chronologie
Les dates de début et de fin du règne de Souleiman ne sont pas connues avec précision, et les preuves fournies par les sources sont contradictoires.
Selon Ibn Khaldoun, une caravane de cadeaux envoyée par Mari Diata II arrive à Fès en décembre 1360 ou janvier 1361. transportant des cadeaux envoyés par Mansa Jata peu après sa prise de pouvoir arriva à Fès en décembre 1360 ou janvier 1361,. Comme au moins neuf mois ont dû s'écouler entre la mort de Souleiman et l'envoi de la caravane par Mari Diata, afin de correspondre au règne de Kassa, la mort de Souleiman a dû survenir au plus tard au début de 1360. Maurice Delafosse considère que le règne de Souleiman prend fin en 1359. Djibril Tamsir Niane le situait en 1358 ou 1359 ,. Les différents historiens alternent entre la date de 1359 et 1360,.
Selon Ibn Khaldun, Souleiman règne durant 24 ans. Si Souleiman est mort en 1360, cela indique qu'il est devenu mansa vers 1336,,. Cependant, cela est contredit par l'indication d'Ibn Khaldun selon laquelle Moussa est encore en vie en 1337, car il dit que Moussa envoie une délégation à Abu al-Hasan après sa conquête de Tlemcen en 1337. Le temps entre la conquête de Tlemcen et l'arrivée de la délégation est trop court pour tenir compte des durées de règne qu'Ibn Khaldun attribue à Magha, Souleiman et Kassa. Il est possible que ce soit Maghan, plutôt que Moussa, qui ait envoyé la délégation en 1337, mais cela laisse néanmoins le règne de Souleiman au moins un an plus court que celui rapporté par Ibn Khaldun. Ibn Khaldun rapporte que Magha a régné pendant quatre ans ; si Musa est mort en 1337, cela place le début du règne de Souleiman en 1341, bien qu'il soit possible que certaines des quatre années attribuées à Magha se réfèrent à son service en tant que vice-roi pendant le hajj de son père. Conrad et Hunwick ont tous deux indiqué 1341 comme le début du règne de Souleiman,.

## Postérité
Les règnes de Moussa et de Souleiman sont considérés comme l’apogée du pouvoir malien. Ibn Battuta fait des remarques positives sur la sécurité de l'Empire du Mali pendant le règne de Souleiman, notant qu'il n'y avait pas lieu de s'inquiéter des voleurs. Cependant, les actions de Souleiman souffrent de comparaisons défavorables avec son frère plus célèbre, et Ibn Battuta le décrit comme « un roi avare de qui on ne peut s'attendre à aucun grand don ». La fin du règne de Souleiman est considérée comme le début du déclin de l'Empire du Mali.
La visite d'Ibn Battuta à l'Empire du Mali pendant le règne de Souleiman, rapportée par Ibn Juzayy (en) dans le Tuhfat an-Nuzzar (en), est l'une des sources primaires les plus précieuses pour comprendre l'Empire du Mali à son apogée, bien que des doutes aient été émis quant à sa fiabilité en tant que récit de première main. L'historien Al-Umari a également écrit son récit de l'Empire du Mali pendant le règne de Souleiman.
Léon l'Africain attribue à tort la fondation de Tombouctou à Mansa Souleiman ; il a peut-être confondu Souleiman avec son frère Moussa, dont le règne est associé à certains projets de construction à Tombouctou, qui existaient déjà depuis un certain temps avant d'être incorporée à l'Empire du Mali.
Djibril Tamsir Niane associe Souleiman avec Mansa Sama, un descendant de Soundiata dont la tradition orale dit qu'il a construit le Kamabolon, un sanctuaire à Kangaba. Il suggère qu'il en fait la construction après son hajj. Cependant, aucun auteur arabe n'indique que Souleiman ait fait le hajj. Mansa Sama est probablement un dirigeant local de Kangaba qui a vécu quelque temps après la chute de l'Empire du Mali.